# Afrectopius gessi
Afrectopius gessi är en stekelart som beskrevs av Heinrich 1967. Afrectopius gessi ingår i släktet Afrectopius och familjen brokparasitsteklar. Inga underarter finns listade i Catalogue of Life.